# Phường 25
Phường 25 là một phường thuộc quận Bình Thạnh, Thành phố Hồ Chí Minh, Việt Nam.
Phường 25 có diện tích 1,84 km², dân số năm 2021 là 41.361 người,  mật độ dân số đạt 22.478 người/km².